# پتی دالستروم
پتی دالستروم (به انگلیسی: Patti Dahlstrom) (زاده ۲۴ مارس ۱۹۴۷) خواننده و ترانه‌سرا آمریکایی است.